# Предање и историја Цркве Срба у светлу археологије
Предање и историја Цркве Срба у светлу археологије (Кратак преглед од почетка до турске окупације) је књига археолога проф. др Ђорђа Јанковића, објављена 2015. године.
Ово је прва научна монографија која даје археолошки преглед хришћанства на Западном Балкану, односно Помесне цркве Срба, од времена апостола до Немањића.
Издање је такође посебно по томе што на основу нове археолошке грађе изричито приписује неке праисторијске и античке културе илирско-панонског простора Србима и Словенима, за чији један део аутор показује да су живели у Југоисточној Европи и пре Велике сеобе.
О овом аспекту рада, археолог каже:
Највећа пажња је посвећена оној прошлости о којој се најмање зна, о којој је у историји Српске православне цркве најмање написано, а оно што је написано заснива се на заблуди о досељавању свих Срба у 7. столећу. Зато посебно разматрам ПЦС из доба апостола („Илирску“ Цркву), затим доба првих црквених отаца, потом доба Јустинијана, када је на неки начин припремљено успостављање за Србе јединствене Помесне цркве у новим околностима. Од цара Ираклија почиње устројавање савремене ПЦС, завршено у време Стефана Немање и Светог Саве, после тешких искушења у борби за државну и црквену самосталност.— Ђорђе Јанковић
Писац такође наглашава: „Археолошким поређењем Рашке и Босне, источне и западне крајине, открива се јединствена Србија“ (исто).
Књига је изашла као посебно издање у оквиру Библиотеке Велики свечаник / Хришћанска мисао. Објавила су је четири издавача из Београда, Ваљева и Фоче.

## Технички облик књиге
Монографија је објављена на 420 страница великог формата, са општим регистром појмова. Од ликовне грађе у тексту је дато 98 табли, на којима је и до 20 слика налаза са локалитета које су насељавали Срби и Словени. На крају је дат додатак у боји од 32 странице табли и 16 страница посебно прављених карата.

## Рецепција
Приказивач дневника Политика, у обимном чланку, оцењујући домет издања и подсећајући на претходне научне спорове у српској археологији, наглашава и друштвени значај монографије:
Реч је о књизи која ће у академској заједници изазвати буру, пошто је потписује један од њених несумњиво заслужних и угледних припадника. Истовремено, члан академске заједнице који се снажно, одлучно супротставља окошталим мишљењима у српској археологији и историографији, уз доказивање да су та мишљења кроз историју често наметана различитим империјалним, освајачким политикама.— Слободан Кљакић